# Nicolás Lombardo
Nicolás Ítalo Lombardo (Buenos Aires, 13 marzo 1903 – ...) è stato un calciatore e allenatore di calcio argentino, di ruolo attaccante.

## Caratteristiche tecniche
Giocava come interno; nel 1926 in Argentina giocò come centravanti.

## Carriera
Dopo aver giocato per tre stagioni nella Roma, dove subì un infortunio serio al ginocchio che fece dubitare di un pronto recupero, ne divenne intermediario sul mercato argentino, scoprendo e portando a Roma giocatori come Enrique Guaita, Alejandro Scopelli ed Andrés Stagnaro.